# اليساندرو لونغي
اليساندرو لونغي (بالإيطالية: Alessandro Longhi)‏ (25 يونيو 1989 بديسينزانو دل غاردا في إيطاليا - ) هو لاعب كرة قدم إيطالي في مركزي الظهير والدفاع. شارك مع منتخب إيطاليا لكرة القدم للدرجة الثانية ‏. أما مع النوادي، فقد لعب مع نادي تريستينا ونادي ساسولو وItaly national football C team ‏ وAC Salò ‏ ونادي فيرالبيسالو.

## روابط خارجية
- اليساندرو لونغي على موقع قاعدة بيانات كرة القدم.إي يو (الإنجليزية)
- اليساندرو لونغي على موقع Soccerway.com (الإنجليزية)
- اليساندرو لونغي على موقع عالم كرة القدم.نت (الإنجليزية)
- اليساندرو لونغي على موقع AS.com (الإسبانية)